# 尚書二
天龍座15，又名BD+69 850，HD 149212、SAO 17107、HR 6161，是天龍座的一颗恒星，视星等为5，位于銀經101.11，銀緯37.87，其B1900.0坐标为赤經16h 28m 10.5s，赤緯+68° 37.87′ 4″。